# مونت ساينت بيري (كيبك)
مونت ساينت بيري (بالإنجليزية: Mont-Saint-Pierre, Quebec)‏ هي بلدية محلية في كيبيك تقع في كندا في La Haute-Gaspésie. يقدر عدد سكانها بـ 192 نسمة ومساحتها 51.50 كم2 .